# Glibornuride
La glibornuride è una sulfanilurea con azioni simili a quelle della clorpropamide. La glibornuride stimola la secrezione di insulina dalle cellule beta del pancreas. Essa modifica la entità della secrezione e non la durata. Come per le altre sulfaniluree, esiste anche un meccanismo d'azione ipoglicemizzante extrapancreatico in quanto viene aumentata la sensibilità tissutale all'insulina, in particolare nel tessuto muscolare, grasso ed a livello epatico.

## Farmacocinetica
La glibornuride è assorbita a livello del tratto gastrointestinale per il 91%. Il farmaco si lega alle proteine plasmatiche per il 95% e la sua emivita è di circa 8 ore. Il volume di distribuzione risulta di 0,15-0,35 l/kg. La glibornuride viene ampiamente metabolizzata per idrossilazione ed ossidazione ad una serie di composti inattivi o quasi. Il farmaco viene escreto, sotto forma di metaboliti, nelle urine (60-70%) ed in parte nella bile.

## Usi clinici
La glibornuride è indicata nel trattamento del diabete mellito non insulino-dipendente quando il regime dietetico prescritto non è stato sufficiente a ristabilire l'equilibrio glucidico.

## Effetti collaterali
Gli effetti collaterali sono sovrapponibili a quelli indotti dalla clorpropamide: nausea, vomito, ittero colestatico, reazioni cutanee e, molto più raramente, leucopenia e trombocitopenia.

## Controindicazioni e precauzioni d'uso
Il farmaco è controindicato in caso di ipersensibilità, diabete insulino-dipendente, diabete giovanile, insufficienza renale o epatica, gravidanza. In seguito ad assunzione eccessiva del farmaco si può manifestare ipoglicemia. L'insorgenza di ipoglicemia può essere favorita da uno stato di insufficienza renale o epatica e dall'associazione con altri farmaci.

Durante il trattamento si deve controllare il valore della glicemia pre- e post-prandiale al fine di identificare la dose minima efficace.

## Interazioni
Alcuni farmaci come il miconazolo per via orale, i pirazolici, i salicilici, il fenilbutazone, alcuni sulfamidici, il clofibrato, il cloramfenicolo, il cotrimossazolo, gli Inibitori delle monoamino ossidasi (IMAO), il probenecid, i cumarinici sono in grado di potenziare l'effetto della glibornuride e pertanto facilitare l'insorgenza di una grave ipoglicemia.

I barbiturici, i corticosteroidi e le associazioni estroprogestiniche riducono invece l'attività della sulfanilurea.

## Dosi terapeutiche
Il dosaggio è di solito di 12,5–75 mg da assumere per via orale preferibilmente al mattino durante la colazione. In caso di necessità, le dosi possono arrivare fino a 100 mg al giorno da suddividere in due somministrazioni (50 mg al mattino e la quantità restante alla sera).

## Sovradosaggio ed antidoti
In caso di sovradosaggio accidentale o volontario si può instaurare uno stato ipoglicemico. È necessario somministrare per via endovenosa una soluzione ipertonica di glucosio al 10-30% ed ospedalizzare immediatamente il paziente.